# Dąb barwierski
Dąb barwierski (Quercus velutina Lam.) – gatunek drzewa z rodziny bukowatych (Fagaceae). Występuje we wschodniej i środkowej części Ameryki Północnej. Rośnie we wszystkich stanach nadbrzeżnych Stanów Zjednoczonych od Maine na północy do Teksasu na południu, a wewnątrz kraju w Minnesocie, Nebrasce, Kansas i Oklahomie. Na terenie Kanady spotkamy go jedynie w południowej części Ontario.

## Morfologia
PokrójDorasta do 30 m wysokości. Korona szeroka i rozłożysta. Gałęzie sztywne, lekko skierowane do góry.
PieńKora ciemnobrązowa pokryta bruzdami.
LiścieSztywne, grube, eliptyczne do 25 cm długości i 15 cm szerokości. Najczęściej złożone z siedmiu zaostrzonych klap. Z góry ciemnozielone, od spodu jaśniejsze z delikatnym brązowym owłosieniem u zbiegu nerwów.
KwiatyMęskie w postaci kotków z żółtymi pręcikami, żeńskie na krótkich szypułkach, pojedynczo lub w grupach.
OwoceCzerwonobrązowe żołędzie 2,5 cm długości, w głębokich miseczkach.

## Biologia i ekologia
Roślina wiatropylna kwitnąca wczesną wiosną. Rośnie w miejscach suchych i na zboczach górskich. W Appalachach spotykany do wysokości 1200 m n.p.m.

## Nazewnictwo
Nazwa nawiązuje do dużego stężenia taniny w wewnętrznych warstwach kory, której używa się do barwienia skór i tkanin na żółto bądź brązowo. W Ameryce znany jest jako 
eastern black oak (wschodni czarny dąb) lub po prostu jako black oak (czarny dąb).

## Zastosowanie
- Rdzenni Amerykanie używali dębu barwierskiego w celach leczniczych na niestrawność, biegunki, środek antyseptyczny i wymiotny[8].
- W garbarstwie i przemyśle farbiarskim.